# Contraatac

Contraatacuri germane pentru a rupe încercuirea de la Falaise

Contraatacul (de asemenea Contra-atac) este o tactică folosită ca răspuns la un atac. Obiectivul general este acela de a nega sau contracara avantajul câștigat de către inamic în timpul atacului, încearcând să-și recapete terenul pierdut sau distrugând inamicul atacator.
Un proverb, atribuit lui Napoleon Bonaparte ilustra importanța tactică a contraatacului: „Cel mai mare pericol apare în momentul victoriei”. În același spirit, în studiile sale de luptă, Ardant du Picq observat că: „el, general sau căpitan, care a ocupat o poziție în timpul unui asalt poate fi sigur de a vedea în curând un contraatac organizat de patru bărbați și un caporal”.